# Hertug
Hertug er både en fyrstetitel og den højeste adelstitel. Ordet stammer fra tysk og betyder "hærfører", ligesom titlen stammer fra det Tysk-romerske rige. I Norden anvendtes tidligere titlen jarl. Hertugens embede var oprindeligt med kongen som lensherre at sikre et kongeriges grænser, hvorfor hertugdømmer tidligere ofte fandtes i rigernes udkanter.
En hertug har prædikat af durchlauchtighed eller evt. af kongelig højhed, hvis han tilhører en gren af et kongehus. Hans kone tituleres hertuginde, og deres børn bliver almindeligvis hertug/hertuginde eller prins/prinsesse.

## Danmark
Knud Lavard blev i 1100-tallet som hertug af Slesvig den første danske hertug. Andre landsdele såsom Lolland, Halland, Blekinge, Langeland, Falster og Estland var i 1200-tallet og 1300-tallet bortforlenet - enkeltvis eller sammen - som hertugdømmer under den danske krone.
Ved Ribebrevet af 1460 blev Christian 1. valgt til hertug af Slesvig og greve af Holsten. Samtidig kom de to lande Slesvig og Holsten i endnu nærmere forbindelse. I 1474 ophøjede den tysk-romerske kejser Holsten til et hertugdømme. Ved senere dynastiske delinger af Slesvig-Holsten opstod siden en lang række hertugslægter. En særlig, selvstændig stilling kom de gottorpske hertuger til at indtage. Som en følge af en byttehandel mellem den danske konge og Preussen blev den danske konge i 1815 ligeledes hertug af Lauenborg.
I nyere tid har man ikke haft danske hertuger uden for kongeslægten. Dog lod Frederik 6. sig i 1818 overtale til at adle franskmanden Elie de Decazes som hertug af Glücksbierg med henblik på et standsmæssigt ægteskab. Skønt slægten stadig er bosiddende i Frankrig, er den således en dansk hertugslægt.

## Sverige
Svenske kongebørn og deres ægtefæller har titel af hertug/hertuginde. Kronprinsesse Victoria er således hertuginde af Västergötland, mens prins Carl Philip er hertug af Värmland og prinsesse Madeleine er hertuginde af Hälsingland og Gästrikland. Prins Julian (Født 2021) er hertug af Halland.

## Storbritannien
De fleste britiske prinser har titel af hertug: Prins William, kronprins af Storbritannien, blev hertug af Cambridge på sit ægteskab i 2011, og han blev hertug af Cornwall (i England) og hertug af Rothesay (i Skotland) også efter hans far tiltrådte som konge i 2022. Kongens øvrige  søn, prins Harry, er hertug af Sussex, mens kongens to brødre, Prins Andrew og Prins Edward, er henholdsvis hertug af York og hertug af Edinburgh. To af Elizabeth 2.s fætre, Prins Edward og prins Richard, er henholdsvis hertug af Kent og hertug af Gloucester. Storbritanniens monark er, uanset køn, også hertug af Lancaster. Udover disse royale hertuger findes der i alt 31 ikke-royale hertuger, som har arvet deres hertugdømme fra deres direkte aner, og udgør den øverste del af den britiske adel og adelskalender.

## Det tysk-romerske rige
I Det tysk-romerske Rige var de mægtigste adelsmænd hertugerne over de traditionelle stammehertugdømmer, heriblandt Bayern, Schwaben og Saksen. Gennem delinger af hertugdømmer og ophøjelse af yderligere slægter til hertuger opstod der efterfølgende et utal af ofte meget små hertugdømmer.

## Frankrig
Middelalderens Frankrig var præget af fragmentering i næsten selvstændige feudale riger. Mange af disse var hertugdømmer, som enten var opstået i løst tilknyttede rigsdele (f.eks. Bretagne) eller for at give udkomme til sidelinier af de forskellige kongeslægter. Hertugdømmet Normandiet var i næsten 150 år i personalunion med Kongeriget England.